# Meteima gilva
Meteima gilva är en fjärilsart som beskrevs av Alexander Michailovitsch Djakonov 1952. Meteima gilva ingår i släktet Meteima och familjen mätare. Inga underarter finns listade i Catalogue of Life.